# Christian Streich
Christian Streich (ur. 11 czerwca 1965 w Weil am Rhein) – niemiecki trener i piłkarz występujący na pozycji pomocnika.

## Kariera piłkarska
Streich jako junior grał w zespołach SpVgg Märkt-Eimeldingen oraz FV Lörrach. W 1983 roku trafił do drużyny Freiburger FC, grającej w Oberlidze Baden-Württemberg. W 1985 roku przeszedł do drugoligowego Stuttgarter Kickers. Spędził tam dwa lata. Następnie, przez rok grał w innym drugoligowcu, zespole SC Freiburg.
W 1988 roku Streich został graczem klubu FC Homburg, także grającego w 2. Bundeslidze. W 1989 roku awansował z nim do Bundesligi. W lidze tej zadebiutował 18 listopada 1989 roku w wygranym 4:2 pojedynku z VfB Stuttgart. Zawodnikiem Homburga był do końca sezonu 1989/1990. Potem grał jeszcze we Freiburger FC, gdzie w 1994 roku zakończył karierę.

## Kariera trenerska
Streich karierę rozpoczął jako trener drużyny SC Freiburg U-19. Prowadził ją do 2011 roku. W międzyczasie, w latach 2007–2011 był także asystentem trenera pierwszej drużyny Freiburga, grającej w Bundeslidze. 29 grudnia 2011 roku Streich sam został jej szkoleniowcem. W Bundeslidze jako trener zadebiutował 21 stycznia 2012 roku w wygranym 1:0 pojedynku z FC Augsburg. W sezonie 2011/2012 zajął z zespołem 12. miejsce w Bundeslidze.

## Odznaczenia i wyróżnienia
- Order Zasługi Badenii-Wirtembergii (2023)[1]
- Człowiek roku w niemieckiej piłce nożnej (2017)